# Rájec-Jestřebí
Rájec-Jestřebí là một thị trấn thuộc huyện Blansko, vùng Jihomoravský, Cộng hòa Séc.